# Lucien Fontenelle
Lucien Fontenelle (1800 - 1840) est un commerçant de fourrure américain proéminent de la région du Nebraska au début du XIXe siècle. 

## Biographie
Fils de François et Marie Louise Fontenelle, il nait sur l'opulente plantation familiale, au sud de la Nouvelle-Orléans. La famille Fontenelle est d'origine créole française. Ses parents meurent dans un ouragan alors qu'il est à l'école. Il quitte la Nouvelle-Orléans en 1816 après avoir été élevé, un temps, par une tante et commence à travailler dans la traite des fourrures du Bas-Missouri en 1819.
Il s'implique plus tard  dans la Compagnie des fourrures du Missouri. Il épouse Bright Sun, aussi connue sous le nom de Me-um-bane, une fille du chef omaha Big Elk. Logan Fontenelle est l'un de leurs cinq enfants.
Vers la fin des années 1820, il est aux commandes de Fontenelle's Post (en) dans ce qui devient plus tard Bellevue. En 1831, il se joint à une expédition à Cache Valley avec Andrew Drips. À leur retour à Saint-Louis, ils sont accompagnés de quelques Nez-Percés qui cherchent des missionnaires chrétiens afin qu'ils visitent leur peuple.
Il est enterré, de même que Logan Fontenelle, sur le territoire de la forêt de Fontenelle (en).

## Sources
- Nebraska Studies article on Fontenelle
- Trottman, Alan C. "Lucien Fontenelle" in Le Roy Hafen (en), Trappers of the Far West Glendale, California: Arthur H. Clark, 1983.